# 上田令子
上田 令子（うえだ れいこ、1965年〈昭和40年〉5月21日 - ）は、日本の政治家。東京都議会議員（4期）。地域政党「自由を守る会」代表、全国地域政党連絡協議会（地域政党サミット）副代表。元江戸川区議会議員（2期）。
兄は映画監督の松村克弥。　

## 来歴
東京都台東区上野生まれ。台東区立黒門小学校、文京区立第六中学校、東京都立三田高等学校、白百合女子大学文学部国文科卒業。大学卒業後、ナショナルライフ保険（現エヌエヌ生命保険）に入社。その後、数回の転職を経て、結婚を機に夫の出身地である江戸川区船堀に転居した。
起業も経験。
2005年、東京都議会議員選挙に千代田区選挙区から出馬したが、現職の内田茂自由民主党東京都連幹事長に敗れ、落選した。
2007年、江戸川区議会議員選挙に無所属で出馬し、初当選した（44人中6位）。
2009年、みんなの党の結党に参加し、2011年の江戸川区議選ではみんなの党公認で出馬してトップ当選を果たした。
2012年、江戸川区議を2期目の任期途中で辞職し、第46回衆議院議員総選挙にみんなの党公認で東京16区から出馬したが、自民党新人の大西英男、日本維新の会前職の中津川博郷の後塵を拝し、得票数3位で落選した。
2013年、東京都議会議員選挙に江戸川区選挙区（定数5）からみんなの党公認で出馬し、得票数4位で当選した。当選後間もなく、東京都議会のみんなの党会派の幹事長をめぐり、上田、両角穣、音喜多駿、塩村文夏の4人の都議の会派異動届が野上ゆきえ都議により提出されたため、会派は分裂し、上田を含む4人が新会派「みんなの党」を結成した。
2014年、みんなの党が解党し、都議会会派の名称が「かがやけTokyo」に変更された後は、同会派幹事長を務める。11月21日には地域政党「自由を守る会」を設立し、代表に就任した。
2015年3月、地域創生型の地方分権改革による議会改革を全国で実現をするため、全国各地の地域政党の連絡協議会である地域政党サミット（全国地域政党連絡協議会）を設立し、副代表に就任した。
2016年7月、音喜多駿に代わり都議会会派「かがやけTokyo」政策調査会長に就任した。
2017年1月23日、所属する会派「かがやけTokyo」は「都民ファーストの会 東京都議団」に名称変更し、同時に2017年夏に予定される都議会議員選挙における地域政党「都民ファーストの会」の1次公認候補となった。同時に、自身が代表を務めていた地域政党「自由を守る会」の代表を退任し、4月3日に自由を守る会は解散した。
2017年10月3日、小池百合子東京都知事（希望の党代表）の国政関与は政治姿勢として疑問がある、という理由で、音喜多駿とともに都民ファーストの会を離党することを表明し、10月5日に記者会見を行った。その後、会派「かがやけTokyo」を音喜多都議と2人で設立した。10月6日に解散していた「自由を守る会」の再設立を届出て、代表に就任した。
2018年10月、週刊文春が11月1日号において音喜多のスキャンダルを報道。音喜多は情報の提供元が上田のスタッフであるとして、「かがやけTokyo」の会派解消を要求。上田がこれに応じなかったため、音喜多は維新の会の柳ヶ瀬都議（当時）と新会派「維新・あたらしい・無所属の会」を結成した。このため、「かがやけTokyo」は一人会派となり、上田は公式には無所属となった。一方で、上田側は「自由を守る会」名義で音喜多の主張は事実無根であるとの声明を出した。12月20日には一人会派の「かがやけTokyo」を「自由を守る会」に変更し、地域政党と名称を統一した。
2021年東京都議会議員選挙で、3選。2025年東京都議会議員選挙で、4選。

## 活動
- 長男が生まれた時、法律で認められた育児休業が取得しづらい現実に直面し、働きながら子どもを産み育てやすい社会を目指すために1999年にネットワークグループ「江戸川ワークマム」を設立した。その後は東京都や経済産業省の推薦を受け、講習会やシンポジウムを開催している。
- ネット選挙が解禁される以前からTwitterやFacebookで情報を発信しており、選挙運動の様子をツイキャス等のソーシャル・ネットワーキング・サービスで配信している。

## 評価
- ジャーナリストの犬飼淳は、暇空茜によるColaboへの攻撃に加担した上で、2025年5月時点で訂正も謝罪もないとして問題視している[26]。

## 著書

### 単著
- 『ハハノミクス!』世論社、2013年。ISBN 9784907338008。

### 共著
- 上田令子、有馬純、掛谷英紀、加藤康子、川口マーン惠美、山本隆三、山口雅之、杉山大志 ほか『メガソーラーが日本を救うの大嘘』宝島社、2022年。ISBN 9784299036216。
- 上田令子、森かれん 、土屋由希子、重冨達也、荒川浩司、香川しんじ 、渡辺大三 、白川 愛、さんのへ あや、たかはまなおき 、井上ノエミ、山本智紀 『情報オープン・しがらみフリーの新勢力』CAP、2022年11月。
- 上田令子、掛谷英紀、川口マーン惠美、杉山大志『SDGsエコバブルの終焉』宝島社、2024年6月。

## 出演

### ラジオ
- 「お姐とメグの下町タイフーン」（レインボータウンFM79.2）レギュラー（2010年4月～12月）